# 希普曼鎮區 (伊利諾伊州馬庫平縣)
希普曼鎮區（英語：Shipman Township）是位於美國伊利諾伊州馬庫平縣的一個行政鎮區。

## 地方資料
根據2010年美國人口普查的數據，希普曼鎮區的面積為93.10平方千米，當中陸地面積為92.70平方千米，而水域面積為0.40平方千米。當地共有人口1379人，而人口密度為每平方千米14.81人。